# Moškovec
Moškovec es un municipio del distrito de Turčianske Teplice en la región de Žilina, Eslovaquia, con una población estimada a final del año 2024 de 83 habitantes.
Se encuentra ubicado al suroeste de la región, cerca del curso alto del río Váh (cuenca hidrográfica del Danubio) y de la frontera con las regiones de Banská Bystrica y Trenčín.

## Demografía
| Año        | 1994 | 2004    | 2014    | 2024     |
| ---------- | ---- | ------- | ------- | -------- |
| Población  | 67   | 63      | 64      | 83       |
| Diferencia |      | −5,97 % | +1,58 % | +29,68 % |

| Año        | 2023 | 2024     |
| ---------- | ---- | -------- |
| Población  | 69   | 83       |
| Diferencia |      | +20,28 % |